# Alice Williams
Pour les articles homonymes, voir Williams.
Alice Williams est une joueuse australienne de water-polo née le 24 décembre 1998 à Brisbane, dans le Queensland. Elle a remporté avec l'équipe d'Australie la médaille d'argent du tournoi féminin aux Jeux olympiques d'été de 2024, organisés à Paris.